# Boten Anna
«Boten Anna» (со швед. — «Анна-бот») ― сингл шведского диджея Basshunter с его первого студийного альбома LOL. После выхода сингла в 2006 году Basshunter приобрел популярность в своей родной Швеции, а также Финляндии, Дании, Исландии, Норвегии, Польше и Нидерландах. Песня возглавила хит-парады и 3 мая 2006 года была названа официальной песней Парада выпускников в Норвегии. Английская версия под названием «Now You’re Gone», исполненная Себастьяном Вествудом была выпущена в декабре 2007 года.

## История
Текст песни «Boten Anna» рассказывает о девушке-пользователе IRC, которую вокалист считает ботом, а позже узнает, что она реальный человек. Песня основана на реальном опыте Basshunter. Его друг рассказал, что создаст бота с административными возможностями, чтобы следить за каналом Basshunter. Позднее обнаружилось, что ботом оказалась девушка этого друга. Эта история вдохновила Basshunter на написание песни.

## Другие версии
Были записаны различные версии этой песни. Самая известная из них ― «Now You’re Gone» Себастьяна Вествуда. Песня была встречена успехом в мировом чарте и стала самой востребованной песней на летних курортах Европы в начале 2008 года. Поскольку люди, вернувшиеся из отпуска, хотели услышать ее снова, музыкальные телеканалы Великобритании были завалены заявками на нее. 13 января 2008 года песня заняла 1-е место в UK Singles Chart и провела пять недель на вершине чартов.

## Трек-лист
- CD Single (9 May 2006)

1. "Boten Anna" (Radio Mix) - 3:29
2. "Boten Anna" (Club Mix) - 5:26

- CD Single (4 September 2006)

1. "Boten Anna" (Radio Edit) - 3:29
2. "Boten Anna" (Club Remix) - 5:26
3. "Boten Anna" (DJ Micro Spankin Club Remix) - 5:30
4. "Boten Anna" (Backslash Fluffy Style Remix) - 4:40
5. "Boten Anna" (SkillsToPayTheBills Remix) - 4:34
6. "Boten Anna" (Instrumental) - 3:20

## Чарты
| Чарт (2006–2007)                           | Высшая позиция |
| ------------------------------------------ | -------------- |
| Австрия (Ö3 Austria Top 40)                | 2              |
| Бельгия/Фландрия (Ultratip Bubbling Under) | 6              |
| Чехия (Rádio — Top 100)                    | 17             |
| Дания (Tracklisten)                        | 1              |
| Европа (European Hot 100 Singles)          | 30             |
| Финляндия (Suomen virallinen lista)        | 4              |
| Германия (GfK)                             | 9              |
| Нидерланды (Dutch Top 40)                  | 1              |
| Нидерланды (Single Top 100)                | 2              |
| Норвегия (VG-lista)                        | 3              |
| Испания (PROMUSICAE)                       | 20             |
| Швеция (Sverigetopplistan)                 | 1              |
| Швейцария (Schweizer Hitparade)            | 45             |

| Чарт (2006)                 | Позиция |
| --------------------------- | ------- |
| Дания (IFPI Denmark)        | 2       |
| Швеция (Sverigetopplistan)  | 4       |
| Нидерланды (Dutch Top 40)   | 12      |
| Нидерланды (Single Top 100) | 9       |

| Чарт (2007)                     | Позиция |
| ------------------------------- | ------- |
| Австрия (Ö3 Austria Top 40)     | 10      |
| Германия (Media Control Charts) | 29      |

## Сертификации
| Регион | Сертификация  | Продажи  |
| --- | ------------- | -------- |
| Австрия (IFPI Austria)                                                                                                   | Золотой       | 15 000*  |
| Дания (IFPI Danmark) | 3× Платиновый | 61,000+^ |
| Швеция (GLF) | Платиновый    | 20 000^  |
| Европа | —             | 500,000  |
| * Данные о продажах приведены только на основе сертификации. ^ Данные о тиражах приведены только на основе сертификации. |               |          |